# Unterseeboot 131 (1941)
Pour les articles homonymes, voir Unterseeboot 131.
Le Unterseeboot 131 (ou U-131) est un U-Boot (sous-marin) allemand de type IX.C utilisé par la Kriegsmarine pendant la Seconde Guerre mondiale.

## Historique
Mis en service le 1er juillet 1941, l'U-125 reçoit sa formation de base à Stettin en Allemagne au sein de la 4. Unterseebootsflottille jusqu'au 30 septembre 1941, il rejoint sa flottille de combat à Lorient en France dans la 2. Unterseebootsflottille.
L'U-131 réalise sa première patrouille le 27 novembre 1941 en quittant la base sous-marine de Lorient sous les ordres du korvettenkapitän Arend Baumann. Après 21 jours en mer et un succès d'un navire marchand de 4 016 tonneaux coulé, l'U-131 est coulé à son tour le 17 décembre 1941 dans l'Atlantique nord au nord-est de Madère (île appartenant au Portugal) à la position géographique de 34° 12′ N, 13° 35′ O par des charges de profondeur et des coups de canon des destroyers d'escorte britanniques HMS Exmoor et HMS Blankney, du destroyer britannique HMS Stanley, de la corvette britannique HMS Pentstemon et du sloop britannique HMS Stork, ainsi que des charges de profondeurs lancées par un avion Martlet de l'escadron Sqdn 802 du porte-avions d'escorte britannique HMS Audacity.

Les 47 membres de l'équipage sont tous rescapés de cette attaque.

## Affectations successives
- 4. Unterseebootsflottille du 1er juillet 1941 au 30 septembre 1941
- 2. Unterseebootsflottille du 1er novembre 1941 au 17 décembre 1941

## Commandement
- Korvettenkapitän Arend Baumann du 1er juillet 1941 au 17 décembre 1941

## Patrouilles
|       | Commandant            | Départ           | Départ  | Arrivée          | Arrivée | Jours    | Succès  |
| ----- | --------------------- | ---------------- | ------- | ---------------- | ------- | -------- | ------- |
| 1     | KrvKpt. Arend Baumann | 27 novembre 1941 | Lorient | 17 décembre 1941 | Coulé   | 21 jours | 4 016   |
| Total | Total                 | Total            | Total   | Total            | Total   | 21 jours | 4 016 t |

Note : KrvKpt. = Korvettenkapitän

### Opérations Wolfpack
L'U-131 a opéré avec les Wolfpacks (meutes de loup) durant sa carrière opérationnelle:
1. Seeräuber (14 décembre 1941 - 17 décembre 1941)

## Navires coulés
L'Unterseeboot 131 coule un navire marchand de 4 016 tonneaux au cours de l'unique patrouille qu'il effectua.
| Date            | Nom             | Nationalité | Tonnage (GRT) | Convoi | Fait  |
| --------------- | --------------- | ----------- | ------------- | ------ | ----- |
| 6 décembre 1941 | Scottish Trader | UK          | 4 016         | SC-56  | Coulé |